# Lutzomyia wellcomei
Lutzomyia wellcomei är en tvåvingeart som först beskrevs av Fraiha H., Shaw J. J., Lainson R. 1971.  Lutzomyia wellcomei ingår i släktet Lutzomyia och familjen fjärilsmyggor. Inga underarter finns listade i Catalogue of Life.
Arten är en vektor för vissa parasiter inom släktet  Leishmania som kan orsaka sjukdomen leishmaniasis..